# Adrian von Arburg

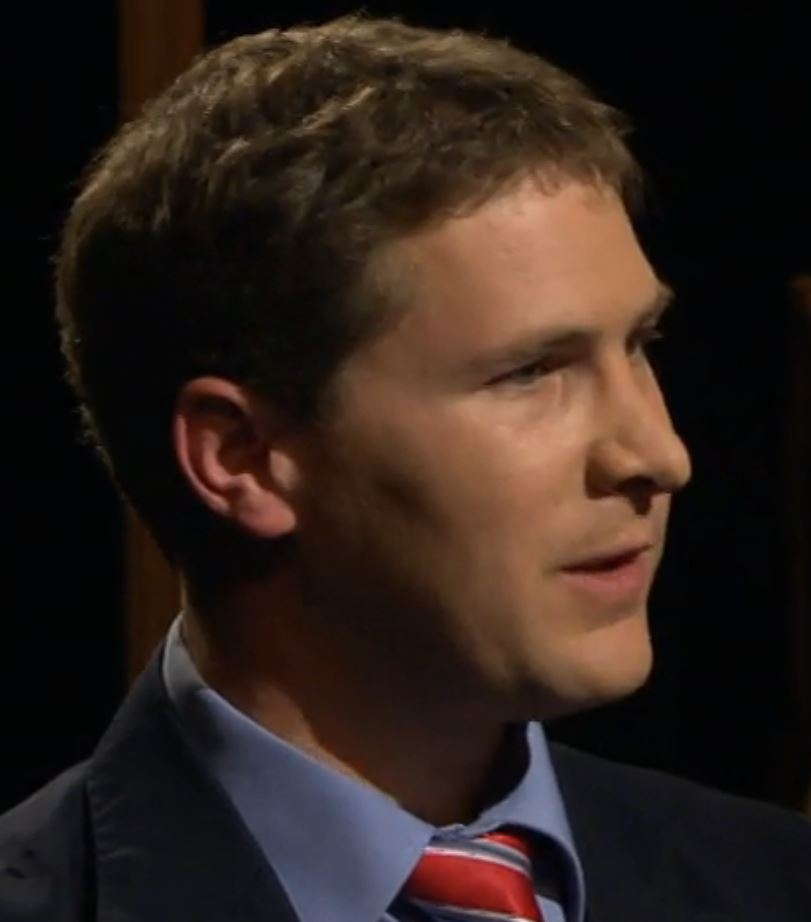
Adrian von Arburg (2013)

Adrian von Arburg (* 29. Dezember 1974 in Wolhusen, Schweiz) ist ein Schweizer Historiker, der in Tschechien lebt. Seit 2011 besitzt er den bürgerlichen Familiennamen Portmann. Er hat sich auf die Geschichte der Vertreibung der Deutschen aus der Tschechoslowakei und auf die Neubesiedlung der ehemaligen sudetendeutschen Gebiete spezialisiert.

## Studium und Fachliche Tätigkeit
Adrian von Arburg hat an den Universitäten Bern und Wien (Mag. phil. 2001) sowie an der Karls-Universität Prag (Ph.D. 2004) studiert. Er arbeitete mit Tomáš Staněk an der Edition Vysídlení Němců a proměny českého pohraničí 1945–1951 zusammen. Seit 2008 arbeitet er an der Masaryk-Universität in Brünn (Tschechien). Seit 15. Mai 2013 ist er Mitglied des Wissenschaftlichen Beirats des Instituts für das Studium totalitärer Regime (ÚSTR). An der 1. Sitzung dieses Organs wurde er am 12. Juni 2013 zu dessen Vorsitzenden gewählt.
Seit 2012 ist er Vorsitzender der tschechischen Bürgervereinigung Conditio humana, die sich in Form von Büchern und öffentlichen Veranstaltungen mit der Erforschung und Popularisierung der Zeitgeschichte Mitteleuropas beschäftigt.

## Schriften

### Monographien
- Češi a Němci do roku 1945. Úvod k edici. Středokluky 2010. Díl I. z řady: ARBURG, Adrian von – STANĚK, Tomáš (ed.): Vysídlení Němců a proměny českého pohraničí 1945–1951: Dokumenty z českých archivů, 376 s. ISBN 978-80-86057-66-8
- Německy mluvící obyvatelstvo v Československu po roce 1945: Stav bádání – Prameny – Metody – Perspektivy. K vydání připravili Adrian von Arburg, Tomáš Dvořák a David Kovařík. Brno 2010, 536 s. (kolektivní monografie 18 autorů). ISBN 978-80-86488-70-7
- Zwischen Vertreibung und Integration: Tschechische Deutschenpolitik 1947–1953. Phil. diss. Fakulta sociálních věd Univerzity Karlovy v Praze 2004, 2 sv., 750 s. (Publikation in Vorbereitung).
- Die Besiedlung der Grenzgebiete der böhmischen Länder 1945–1950: Forschungsstand, ausgewählte Probleme und Arbeitsbibliographie. München 2001, 371 s. ISBN 978-3-638-90256-4